# Stöfflerberg
Stöfflerberg je naselje občine Cirkno v okraju Šmohor na Koroškem v Avstriji.